# Éric Dumont (navigateur)
Pour les articles homonymes, voir Éric Dumont et Dumont.
Éric Dumont, né le 20 février 1961 à Saint-Nazaire, est un navigateur et un skipper professionnel français.

## Biographie
Éric Dumont réalise plus d'une cinquantaine de transatlantiques et pratique également la plongée sous-marine, le surf, le windsurf. il obtient le statut de sportif de haut niveau pendant dix ans et est diplômé (Capitaine 500) de la marine marchande.
Depuis son retrait provisoire de la course au large, Éric Dumont a passé une formation de cameraman (JRI en 2011) dispensée par l'école des Gobelins.
Éric est skipper professionnel et convoie des bateaux en mettant au service des armateurs son expérience.
Il habite aux Sables-d'Olonne en Vendée.

## Palmarès
- 2004 : Équipier d'avant (Trimaran 60’ Sergio Tacchini), Vainqueur du GP de Fécamp, 3e du Championnat du Monde ORMA, 2e des GP de Marseille, de Corse et de La Trinité sur mer
- 2003 : Équipier d'avant (Trimaran 60’ Sergio Tacchini), Vainqueur du GP d’Italie, 3e du Championnat du Monde ORMA, 2e du GP de Fécamp, 4e du GP de Marseille
- 2003 :	3e Route du Nouveau Monde (Trimaran 60’ La Mie Caline).
- 2003 : 8e Transat Jacques Vabre (Monocoque 60' Imoca Arcelor - Dunkerque) avec Joé Seeten[2]
- 2002 : Équipier d'avant (Trimaran 60’ Sergio Tacchini)
- 2002 : Vainqueur Tour de Corse (Trimaran Faster K Yote)
- 2001 : Participation 1re Olonauto Cup (Les Sables d'Olonne)
- 2001 : 4e Transat Jacques Vabre (Monocoque 60' SME-Négocéane)
- 2000 : Participation Transat anglaise (Monocoque 60' Euroka - Un Univers de Services)
- 2000 : Participation au Vendée Globe (Monocoque 60' Euroka - Un Univers de Services)
- 1999 : Participation à la Course de l'Europe
- 1998 :	Participation à la Route du Rhum (Monocoque 60' Le Havre 2000)
- 1997 :	4e du Vendée Globe (Monocoque 60' Café Legal-Le Goût)
- 1997 :	Participation à la Route du Café (Monocoque 60' Café Legal)
- 1997 : 4e de la Course de l'Europe
- 1996 :	5e de l'Europe Star (Monocoque 60' Café Legal)
- 1995 :	Participation à la Route du Café (Monocoque 60' Café Legal)
- 1994 :	7e de la Route du Rhum (Monocoque 60' Casino d'Etretat)
- 1993 :	5e de la Route du Café (Trimaran 50' Casino d'Etretat)
- 1990 :	Participation à La solitaire du Figaro
- 1989 :	Participation à la Transat en Double Lorient - Saint-Barth avec Laurent Bourgnon
- 1988 :	Équipier de Bruno Peyron pour le Trophée des multicoques
- 1987 :	Équipier de Bruno Peyron pour le Trophée des multicoques et la Course de l'Europe (Catamaran 60' Erikson)

## Événements en mer
- Vendée Globe 1996 : Lors de son passage au large des Canaries, Éric décèle une brèche à l'avant-bâbord de sa coque, probablement consécutif à un choc avec une épave. Éric Dumont procède, cinq jours durant, à une réparation avec le matériel dont il disposait à bord, stratifiant la coque de l'intérieur avec de la résine et assurant l'étanchéité extérieure avec du Sicaflex; Il terminera ce Vendée globe avec également une réparation de fortune de la bôme de grand voile cassée.